# 落合直亮
落合 直亮（おちあい なおあき、文政10年8月26日〈1827年10月16日〉 - 明治27年〈1894年〉12月11日）は、江戸時代末期の勤王の志士、また明治時代にかけての国学者、神職、歌人。通称は源一郎（げんいちろう）。変名として水原 二郎（みずはら じろう）を用いた。
叔父に、国学者で師の山内嘉六。弟に、落合直澄、直言がいる。養子は同じく国学者の落合直文。

## 生涯

### 生い立ち・初期の活動
武蔵国多摩郡駒木野宿（現在の東京都八王子市裏高尾町）小仏関の関守・落合俊雄の長男として、浅川村に生まれる。菅野得斎や遠山雲如に漢籍、山内嘉六（叔父）や堀秀成に国学を学んだ。国学の影響を受けた落合は、尊王攘夷の考えを持つようになる。
弘化3年（1846年ごろ）父を継いで関吏となるも、嘉永3年（1850年ごろ）には弟の直澄に跡を継がせる。文久2年（1862年）ごろ、遊学と称して上京し、清河八郎や藤本鉄石らと交流する。翌年の天誅組の変に際し、落合は藤本の挙兵を支援すべく関東に戻り、同志を集めようとしたが、その中途で藤本らが行動を起こしてしまい、間に合わなかった。
元治元年（1864年）、天狗党の乱が勃発する。落合はこれにも呼応を試みて、中村勇吉、相楽総三、桑原梧楼らとともに謀ったが、不発に終わった。

### 薩摩藩邸に入る
慶応3年（1867年）10月10日（3月とも）、落合は駒木野の家を出て、江戸三田の薩摩藩邸に投じた。当時、徳川幕府を挑発して開戦に導くという西郷隆盛らの計画が始まっていて、薩摩藩邸では伊牟田尚平、益満休之助、中村勇吉、相楽総三らが、倒幕の同志を募っていた。落合は、門人の峰尾忠通、森田谷平、林行成を率いてこれに参加し、自身は相楽に次いで副総裁となった。これより落合は変名「水原二郎」とした（ただし、本項では一貫して本名を用いる）。
同年11月29日、挑発行動の一環として、竹内啓らが下野国出流山に赴き、挙兵した（出流山事件）。落合はこれに乗じて金輪五郎らと上州に向かい、竹内らに呼応する計画を立てたが、頓挫する。薩摩藩邸の勢力は、出流山に続き甲州や相州でも兵を挙げ、関東地方の撹乱を試みたが、多くは失敗した。
しかし12月25日、一連の挑発行動の結果として、江戸薩摩藩邸の焼討事件が起こる。落合は陣羽織を着用して、藩邸から脱出する浪士たちを指揮し、翔凰丸に乗って江戸を出港、幕府海軍の回天丸らと砲撃戦を繰り広げながらも逃げ切った。

### 戊辰戦争
12月29日、難航の末、一行は紀州九鬼に到着する。協議の結果、落合は坂田三四郎、伊牟田尚平とともに陸路をとって京を目指すことになり、翌朝出発した。3人は苦心の後、慶応4年1月4日に京に入り、鳥羽・伏見の戦いの直後に西郷隆盛と面会。西郷は、「君等が江戸で尽力してくれたので、旧臘二十五日の焼討が起り、それがため、今日の戦争となり、愉快な時がいよいよ来た」と述べて、功をねぎらった。
落合は、同志の権田直助とともに、征討大将軍仁和寺宮嘉彰親王の錦旗奉行・五条為栄に従って、新政府軍に属することになった。これより、落合は「水原二郎」の名を捨て、本名に復した。落合は関東に討ち入ることを望んでいたが、五条が四国・中国の鎮撫使となり、姫路に行き、次いで再び京都に引き上げてしまったので、失望して五条家を去った。なお関東に向かおうと奔走するうち、岩倉具視から関東探索の密命を受ける。
落合は権田とともに関東を目指し、2月10日に京都を出発、2月15日に信州下諏訪に到着した。下諏訪には相楽総三率いる赤報隊の本部があり、そこへ岩倉からの伝言をもたらす任務を遂行した。到着時に相楽は出張していて不在で、3日経っても帰らなかったので、その部下たちに「京都での赤報隊の評判が悪いので、官軍の本隊が来るまで隊員をまとめ、恭順の意を示すように」との助言を与えた。
3月3日に行われた赤報隊幹部8人の処刑に際し、京都に戻っていた落合は悲憤し、権田や斎藤謙助などとともに、岩倉具視の暗殺を画した。しかし、それを聞いた岩倉は自ら落合と斎藤を呼び出し、人払いをした上で丸腰で説得したので、暗殺を断念したという。

### 官吏・神職として
同年、落合は岩倉の伝手で刑法官監察司（弾正台の前身）に入り、新政府の官吏となる。10月には判事として伊那県に赴任し、明治3年（1870年）1月には大参事に昇進した。伊那県では2度にわたり国事犯などの嫌疑をかけられ、明治4年（1871年）4月に罷免された。疑いが晴れて12月に復籍したのち、明治10年（1877年）5月、自ら願い出て免官された。伊那県時代の同僚に渡邊千秋がいる。
晩年は神職となり、明治6年（1873年）3月から志波彦神社の宮司、明治11年（1878年）5月から神宮禰宜となり、青戸波江や今井清彦を門人とする。明治26年（1893年）11月から浅間神社の宮司を務めた。明治9年（1876年）、明治天皇の東北行幸にあたって天皇に拝謁した。
明治27年（1894年）死去、享年67。墓所は青山霊園にあり、妻の隺子とともに眠っている。
昭和3年（1928年）、従五位を追贈された。

## 著書

### 論文
- 『尊攘論』（不明）[5]
- 『明道論』（文久2年）[5][9]
- 『寺院封事』（文久3年）[9]
- 『正名断』（元治元年）[5][9]
- 『本末論』（慶応元年）[5][9]
- 『国体原論』（慶応2年）[5][9]

### 手記など
- 『人名録』

江戸薩摩藩邸に集った者の名簿。原本を紛失したために落合が思い出しながら書いたもので、錯誤が見られる。本来は無題だが、長谷川伸が便宜的に命名した。
- 『難航図録』

翔凰丸での難航を記録したもの。
- 『東下日記』

権田直助と共著。岩倉具視の密命で関東探偵を行った際の記録。